# باب الجديد (تونس)

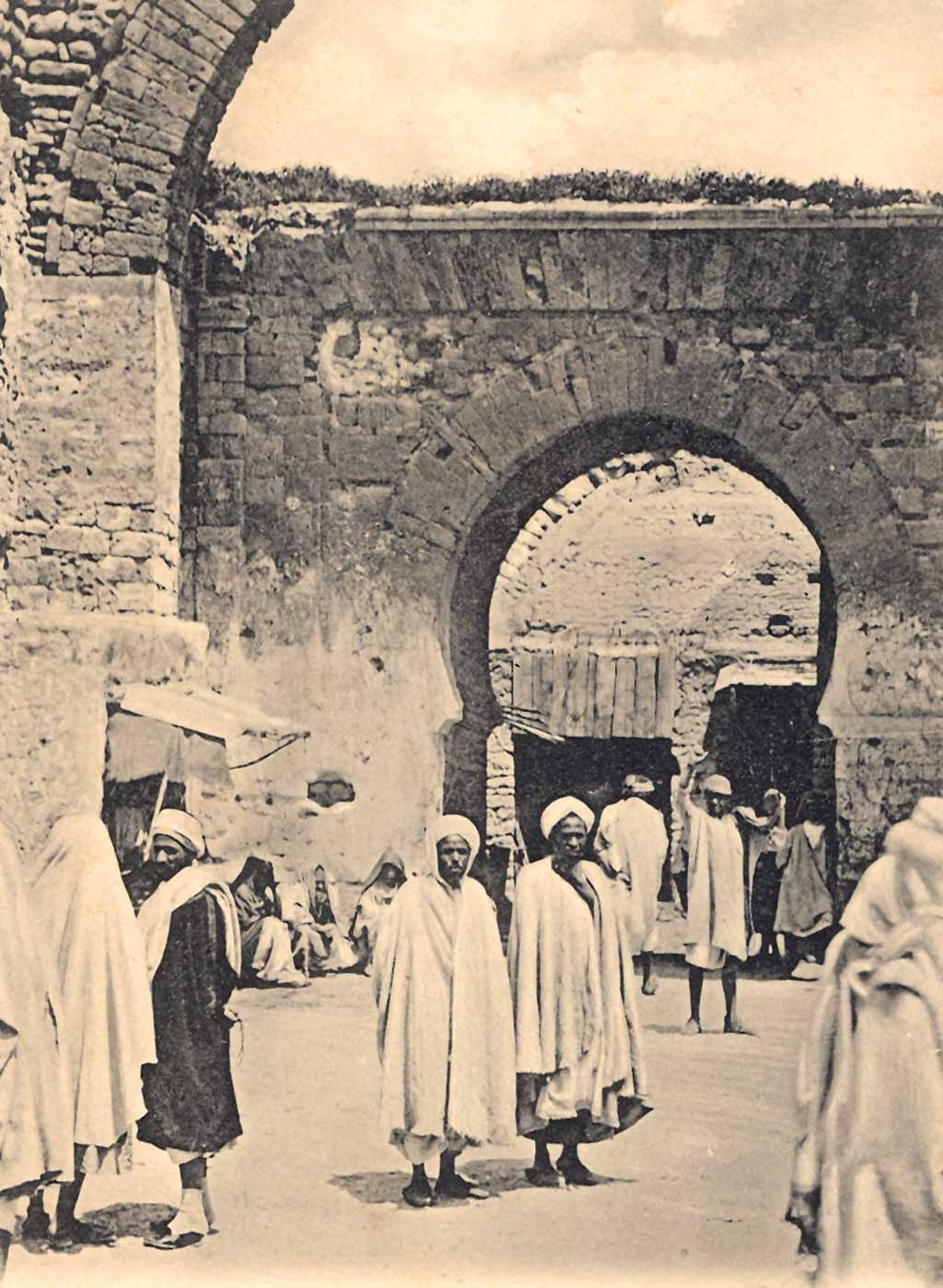
الباب الجديد عام 1890

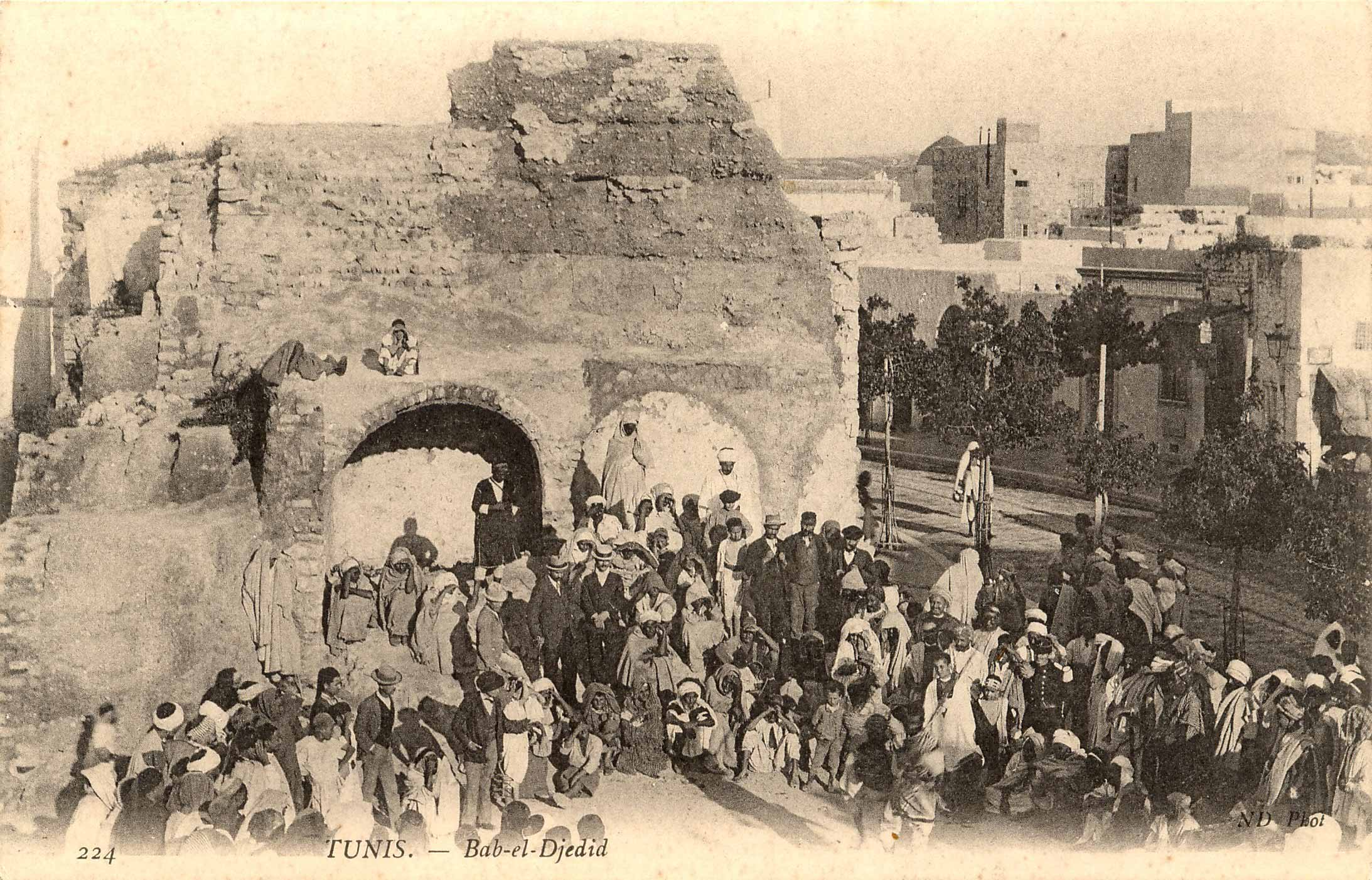
الباب الجديد أثناء هدمه من طرف السلطات الفرنسية لإعادة بنائه

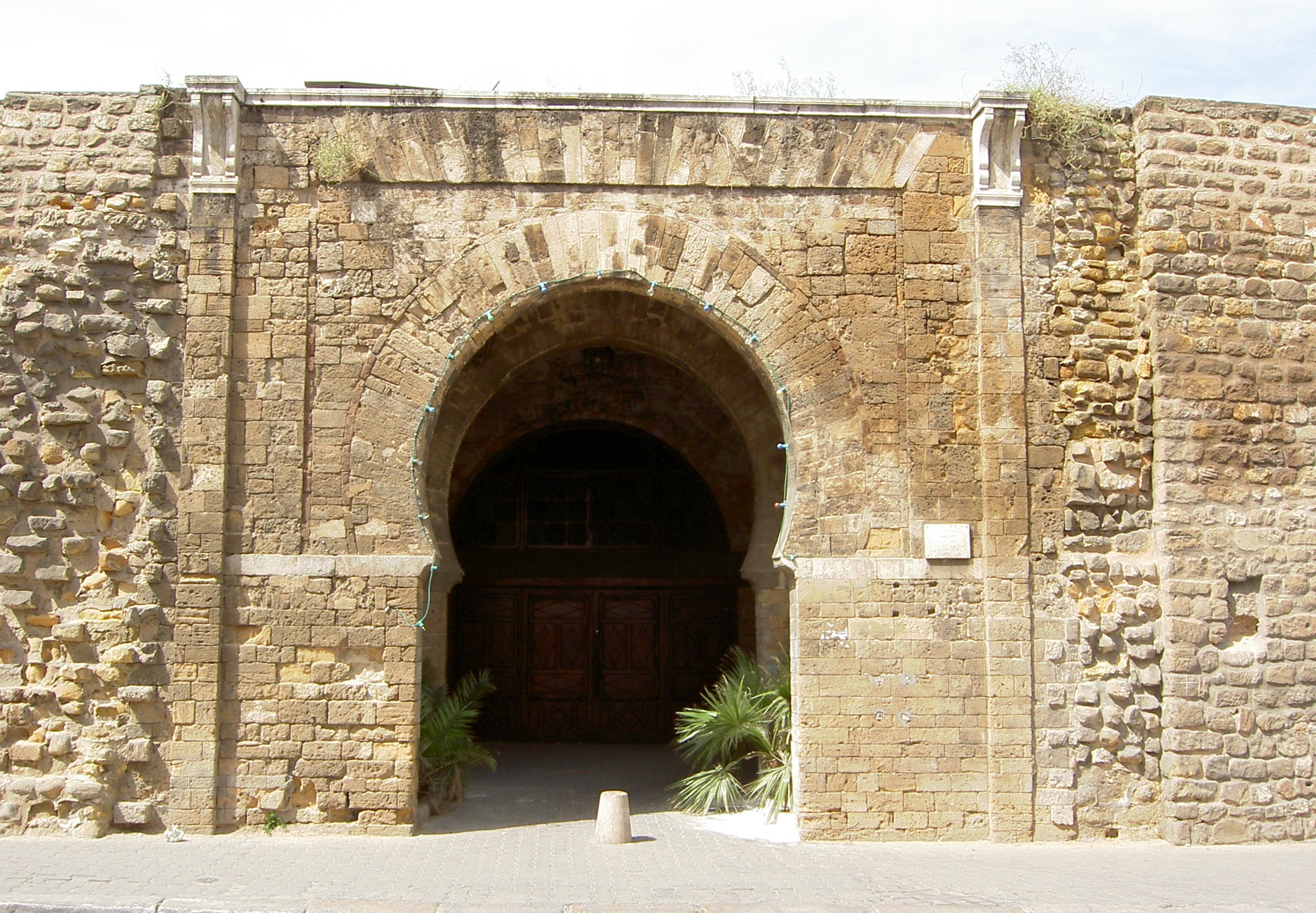
الباب الجديد عام 2008

باب الجديد أو الباب الجديد أو باب جديد، هو أحد أبواب المدينة العتيقة بتونس العاصمة.
هو الباب السادس الذي أحدث في أسوار المدينة في عهد السلطان يحي الحفصي سنة 1278 م، وسمي بذلك باب جديد.
تضرر هذا الباب خلال الفتنة الباشية الحسينية في الربع الثاني من القرن الثامن عشر، وقد وقع تجديده في عهد علي باي الثاني سنة 1769م.
يفتح على شارع بنفس الاسم، يعرف أيضا باسم باب الحدادة، لأن الباب ينفذ إلى سوق الحدادة.
يمثل حي باب جديد مركز النادي الإفريقي وهو أول فريق برئاسة تونسي يؤسس في عهد الاستعمار وهو نادي كرة قدم ورياضات أخرى.

## في المجتمع

### في الشعر
ذكر الشاعر محمد الورغي الباب في أحد قصائده في 1183 هـ/1769، وكانت الأبيات هي: